# Clutch (album de Clutch)
Albums de Clutch
Transnational Speedway League
(1993) The Elephant Riders
(1998)
Clutch est le deuxième album du groupe américain de stoner rock Clutch, publié le 9 mai 1995, par East West Records.

## Liste des chansons
Toutes les chansons sont écrites et composées par Clutch.
| No  | Titre                                | Durée |
| --- | ------------------------------------ | ----- |
| 1.  | Big News I                           | 5:13  |
| 2.  | Big News II                          | 2:23  |
| 3.  | Rock n' Roll Outlaw                  | 2:59  |
| 4.  | Texan Book of the Dead               | 2:57  |
| 5.  | Escape from the Prison Planet        | 4:53  |
| 6.  | Spacegrass                           | 6:33  |
| 7.  | I Have the Body of John Wilkes Booth | 4:27  |
| 8.  | Tight Like That                      | 4:49  |
| 9.  | Animal Farm                          | 2:01  |
| 10. | Droid                                | 4:43  |
| 11. | The House That Peterbilt             | 3:32  |
| 12. | 7 Jam                                | 6:18  |
| 13. | Tim Sult vs. The Greys               | 4:11  |